# Raphaël Ferret
Raphaël Ferret est un acteur français, né le 9 mars 1979 à Vénissieux. Il a été nommé aux prix Lumières et aux Césars 2012 en tant que Meilleur espoir masculin.

## Biographie
Il est le petit-fils du peintre Albert Mulphin, qui fut directeur de l'école des Beaux-Arts d'Oran et de Reims.
Après avoir commencé à faire du théâtre au collège, il passe un bac théâtre au lycée Champollion à Grenoble, où il étudie au Conservatoire d'arts dramatiques. Après une année en Angleterre, il soutient une maîtrise de lettres à la Sorbonne. Il est également élève au Cours Florent. Il est révélé au grand public grâce à la série Profilage dans laquelle il interprète le policier informaticien Hippolyte de Courtène.

## Filmographie

### Cinéma

#### Longs métrages
- 2011 : Présumé Coupable de Vincent Garenq : Juge Burgaud
- 2012 : Chroniques d'une cour de récré de Brahim Fritah : Girardi
- 2015 : L'Hermine de Christian Vincent : Jean-Michel Massimet
- 2016 : Le Petit Locataire de Nadège Loiseau : Vincent
- 2016 : La Fille de Brest d'Emmanuelle Bercot : Fred
- 2021 : La Petite femelle de Philippe Faucon : Maître Baudet
- 2022 : Les Survivants de Guillaume Renusson : Le médecin

#### Courts métrages
- 2005 : Le train de Brahim Fritah : Giuseppe
- 2015 : Incomplets de Mickaël Schapira Villain : Duvernier
- 2015 : Willis de Stanislas Marsil : Le dealer

### Télévision

#### Séries télévisées
- 2006 : Plus belle la vie : Xavier
- 2010 - 2020 : Profilage : Hippolyte de Courtène
- 2012 : Nos chers voisins : Un policier
- 2013 : La Croisière : Arthur
- 2014 : Vaugand : Dr Rousseau
- 2014 : Résistance : Pierre Tourette
- 2015 : Le Secret d'Élise : Mermet, le gendarme
- 2021 : Candice Renoir : Aurélien Millet
- 2021 : L'Homme que j'ai condamné : Stéphane
- 2022 : Vise le cœur : Daniel Scola
- 2022 : Le mystère Daval : Grégory
- 2024 : Anthracite : Erwan Le Floch

#### Téléfilms
- 2019 : Noces d'or de Nader Takmil Homayoun : Armand Fellon
- 2021 : Loin de chez moi de Frédéric Forestier : Charles
- 2021 : Crime à Biot de Christophe Douchand : Hugo Fontai

## Distinctions

### Nominations
- Prix Lumières 2012 : Meilleur espoir Masculin pour Présumé Coupable
- Césars 2012 : Meilleur espoir masculin pour Présumé Coupable